# Air Iceland

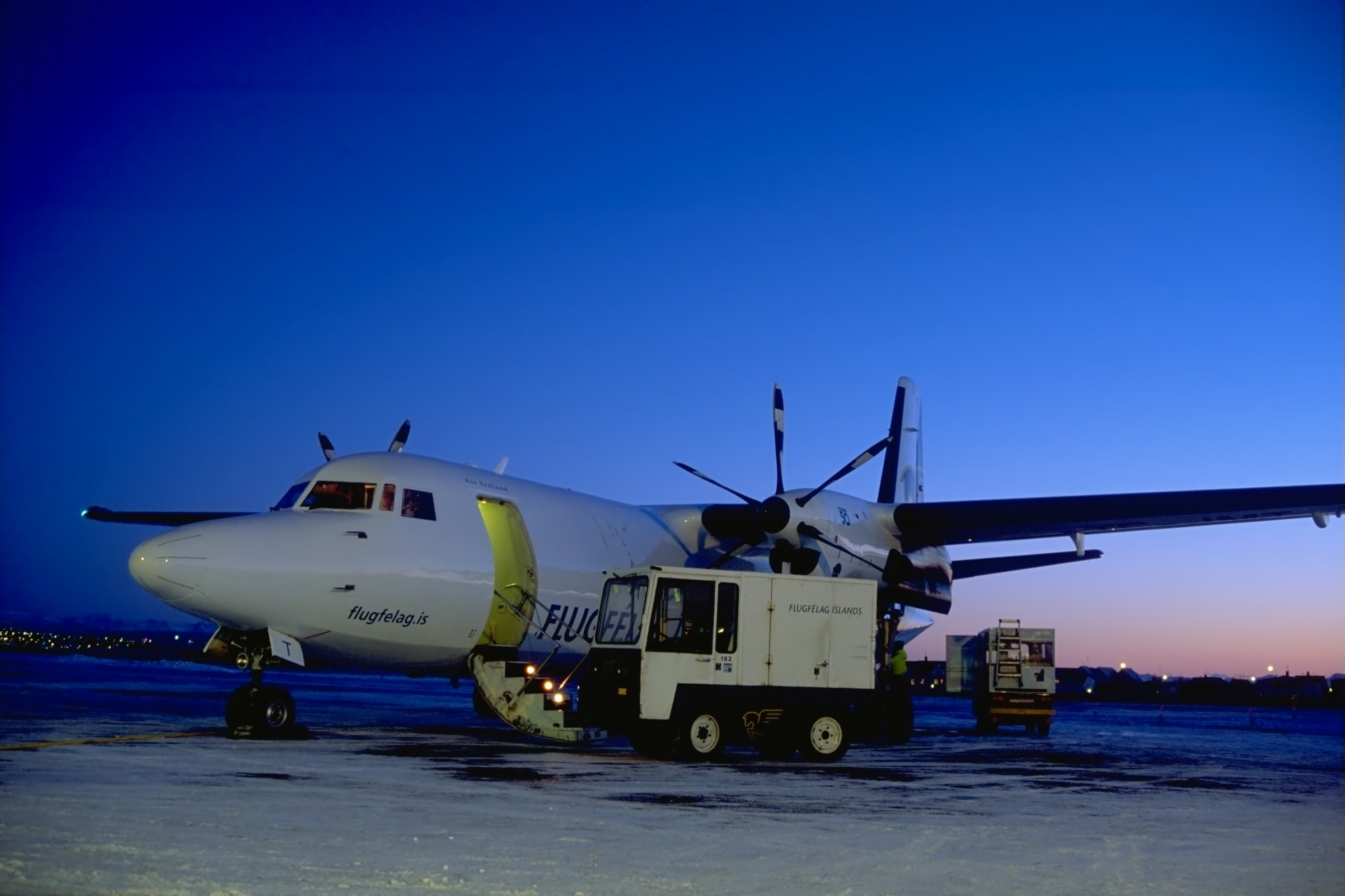
Máy bay Fokker F50 của Air Iceland

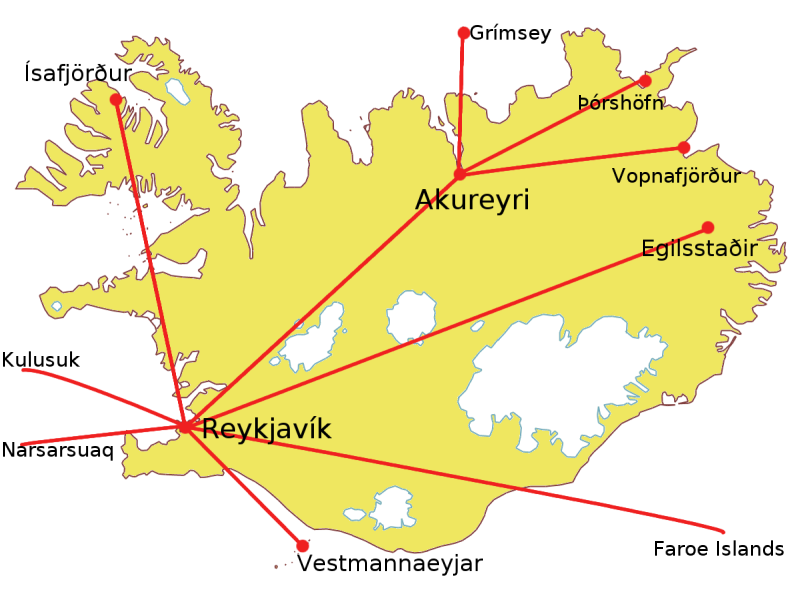
Các nơi đến của Air Iceland.

Air Iceland hoặc Flugfélag Íslands (mã IATA = NY, mã ICAO = FXI) là hãng hàng không của Iceland, trụ sở ở Reykjavík. Hãng có các tuyến đường quốc nội và tuyến quốc tế trong vùng tới Greenland và Quần đảo Faroe. Hãng có các căn cứ ở Sân bay Reykjavík và Sân bay Akureyri. Air Iceland là công ty con của Icelandair Group.

## Lịch sử
Hãng được Tryggvi Helgason thành lập ở Akureyri với tên ban đầu Nordurflug. Ngày 1.5.1975 hãng đổi tên thành Flugfelag Nordurlands. Sau đó hãng hợp nhất với Icelandair và có tên như hiện nay từ năm 1997. Air Iceland do Icelandair Group làm chủ và hiện có 226 nhân viên (tháng 3/2007).

## Các nơi đến
(Tháng 6/2007):
- Iceland
  - Akureyri (Sân bay Akureyri)
  - Egilsstaðir (Sân bay Egilsstaðir)
  - Grímsey (Sân bay Grímsey)
  - Ísafjörður (Sân bay safjörður)
  - Reykjavík
    - (Sân bay Keflavík)
    - (Sân bay Reykjavík)

  - Þórshöfn (Sân bay Thorshofn)
  - Vopnafjörður (Sân bay Vopnafjörður)
- Quần đảo Faroe
  - Sørvágur (Sân bay Vágar)
- Greenland
  - Constable Point (Sân bay Nerlerit Inaat)[3]
  - Kulusuk (Sân bay Kulusuk)
  - Narsarsuaq (Sân bay Narsarsuaq)
  - Nuuk (Sân bay Nuuk)

## Đội máy bay
(Tháng 3/2008) :

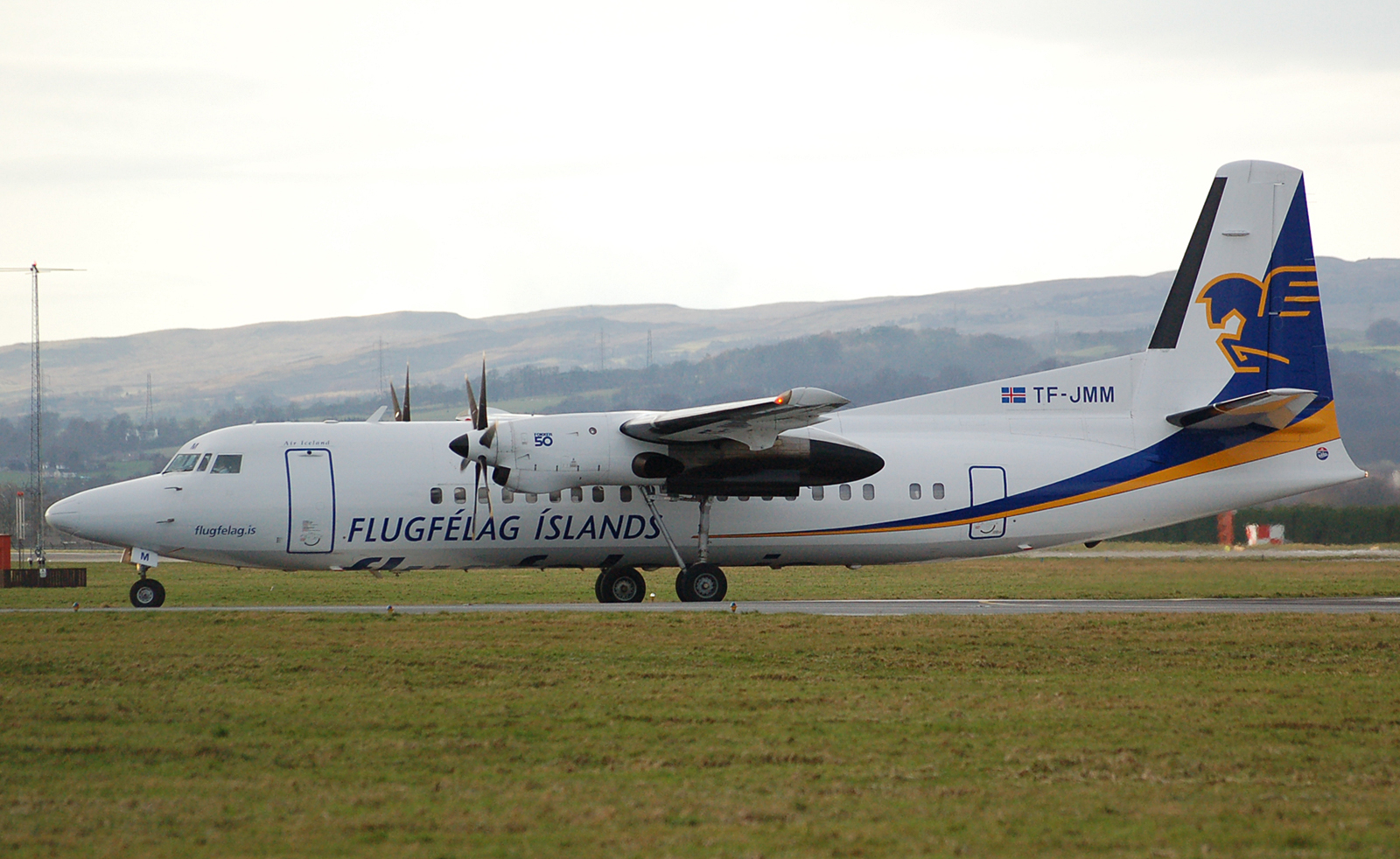
Fokker F50

- 2 De Havilland Canada DHC-6 Twin Otter Series 300
- 2 Bombardier Dash 8 Q100
- 6 Fokker 50